# Красниковое озеро
Красниковое — озеро в дельте Днепра, расположенное на территории Скадовского района (Херсонская область, Украина). Площадь — 1,8 км². Тип общей минерализации — пресное. Происхождение — пойменное. Группа гидрологического режима — сточное.
Расположено в границах Нижнеднепровского национального природного парка.

## География
Длина — 2,6 км, ширина наибольшая — 1 км. Глубина средняя — 1,5 м. Котловина вытянуто-овальной формы с запада на восток. Берега низменные, заболоченные.
Красниковое озеро расположено в дельте Днепра на Красниковом острове. Сообщается с Днепром протоками. Озеро сообщается протоками с другими озёрами (Лягушечье, Окуневое). В озеро впадает протока Малая Серединка, вытекающая с Лягушечьего озера. Вытекает протока Нетребка, которая сливается с протокой Мёртвая и впадающая в рукав Днепра Новая Конка. Днепр с рукавом Конка и протокой Серединка образовывают Красниковый речной остров. На берегах нет населённых пунктов.
Питание за счёт водообмена с Днепром. Минерализация воды — 200–325 мг/л. Прозрачность — до 1,2 м. Зимой замерзает. Дно устлано слоем чёрного сапропелевого ила с детритом.

## Природа
Вдоль берегов заросли прибрежно-водной растительности (тростник обыкновенный, рогоз узколистный). Встречаются редкие (краснокнижные) виды растений (рогульник, болотноцветник щитолистный, сальвиния плавающая).
Красниковое озеро — место нереста леща, судака, тарани, осетровых. Водится ондатра.